# 98e méridien est
En géographie, le 98e méridien est est le méridien joignant les points de la surface de la Terre dont la longitude est égale à 98° est.

## Géographie

### Dimensions
Comme tous les autres méridiens, la longueur du 98e méridien correspond à une demi-circonférence terrestre, soit 20 003,932 km. Au niveau de l'équateur, il est distant du méridien de Greenwich de 10 909 km,.
Avec le 82e méridien ouest, il forme un grand cercle passant par les pôles géographiques terrestres.

### Régions traversées
En commençant par le pôle Nord et descendant vers le sud au pôle Sud, Le 98e méridien est passe par:
| Coordonnées          | Pays, territoire ou mer | Notes |
| -------------------- | ----------------------- | --- |
| 90° 00′ N, 98° 00′ E | Océan Arctique          | |
| 80° 41′ N, 98° 00′ E | Russie -                | Krai de Krasnoïarsk — Île Komsomolets, Terre du Nord |
| 80° 38′ N, 98° 00′ E | Mer des Laptev          | |
| 80° 06′ N, 98° 00′ E | Russie                  | Krai de Krasnoïarsk — île de la Révolution-d'Octobre, Terre du Nord |
| 78° 49′ N, 98° 00′ E | Mer de Kara             | |
| 76° 07′ N, 98° 00′ E | Russie                  | Krai de Krasnoïarsk Oblast d'Irkoutsk — à partir de 57° 50′ N, 98° 00′ E République de Touva — à partir de 53° 17′ N, 98° 00′ E                                                                                |
| 51° 23′ N, 98° 00′ E | Mongolie                | |
| 50° 53′ N, 98° 00′ E | Russie                  | Touva — sur environ 5 km |
| 50° 50′ N, 98° 00′ E | Mongolie                | sur environ 13 km |
| 50° 43′ N, 98° 00′ E | Russie                  | |
| 50° 02′ N, 98° 00′ E | Mongolie                | République de Touva |
| 42° 41′ N, 98° 00′ E | Chine                   | Mongolie intérieure Gansu — à partir de 41° 05′ N, 98° 00′ E Qinghai — à partir de 38° 50′ N, 98° 00′ E Sichuan — à partir de 33° 57′ N, 98° 00′ E Région autonome du Tibet — à partir de 32° 24′ N, 98° 00′ E |
| 28° 17′ N, 98° 00′ E | Birmanie (Burma)        | |
| 25° 16′ N, 98° 00′ E | Chine                   | Yunnan |
| 24° 03′ N, 98° 00′ E | Birmanie (Burma)        | |
| 19° 38′ N, 98° 00′ E | Thaïlande               | |
| 17° 30′ N, 98° 00′ E | Birmanie (Burma)        | |
| 14° 17′ N, 98° 00′ E | Océan indien            | Mer d'Andaman |
| 12° 23′ N, 98° 00′ E | Birmanie (Burma)        | Îles dans l'Archipel de Mergui, incluant Île Thayawthadangyi (en) |
| 11° 57′ N, 98° 00′ E | Océan indien            | Mer d'Andaman |
| 12° 23′ N, 98° 00′ E | Birmanie (Burma)        | Îles dans l'Archipel de Mergui |
| 11° 57′ N, 98° 00′ E | Océan indien            | Mer d'Andaman — juste à l'ouest de Île Bentinck (en), Birmanie (à 11° 49′ N, 98° 01′ E) |
| 11° 27′ N, 98° 00′ E | Birmanie (Burma)        | Îles dans l'Archipel de Mergui |
| 11° 19′ N, 98° 00′ E | Océan indien            | Mer d'Andaman — juste à l'ouest de l'Île Lanbin (en), Birmanie (à 10° 53′ N, 98° 04′ E) |
| 10° 33′ N, 98° 00′ E | Birmanie (Burma)        | Îles dans l'Archipel de Mergui |
| 10° 19′ N, 98° 00′ E | Océan indien            | Mer d'Andaman — juste à l'ouest de l'Île Zadetkyi (en), Birmanie (à 9° 54′ N, 98° 07′ E) détroit de Malacca – à partir de 7° 32′ N, 98° 00′ E                                                                  |
| 4° 37′ N, 98° 00′ E  | Indonésie               | Île de Sumatra |
| 2° 14′ N, 98° 00′ E  | Océan indien            | juste à l'est de Nias, Indonésie (at 0° 57′ N, 97° 55′ E) juste à l'ouest des îles Batu, Indonésie (à 0° 03′ S, 98° 14′ E)                                                                                     |
| 60° 00′ S, 98° 00′ E | Océan Austral           | |
| 65° 33′ S, 98° 00′ E | Antarctique             | Territoire antarctique australien, Territoires revendiqués par l' Australie |